# タムウォーター (ワシントン州)
タムウォーター（Tumwater）は、アメリカ合衆国ワシントン州サーストン郡の都市である。人口は2万5350人（2020年）。州都オリンピアの南に位置している。

## 歴史
1846年、マイケル・シモンズ (Michael Simmons) とジョージ・ワシントン・ブッシュ (George Washington Bush) が率いる開拓団が新しい市場として、ピュージェット湾南端のデシューツ川 (Deschutes River) にある滝の隣に移住した。ピュージェット湾における最初の移住者である。初期の入植者にとって、水力発電の可能性を持ち、バッド・インレット (Budd Inlet) が近いため輸送手段があり、遊牧のための草原が広がっていたことが魅力的だった。
シモンズとブッシュがコロンビア川以北へと移住した主な要因は、オレゴン州が非白人の移住を禁止しており、奴隷問題の係争を回避することであった。ジョージ・ワシントン・ブッシュは、ムラート (黒人と白人の混血) であり、オレゴン州の法律では土地を所有することができなかった。その後、コロンビア川以北の地域がアメリカ合衆国の一部となった際に、白人の入植者が「ワシントン州」とするよう議会に請願した。
タムウォーターとは、チヌーク・ジャーゴン (Chinook Jargon: チヌーク族との意思疎通のためにつくられた隠語、ピジン言語のひとつ) における「滝」や「急流」を意味する tumtum が由来である。
1875年11月12日、正式に設立された。
1896年から2003年にかけて、オリンピア醸造 (Olympia Brewing Company) の本拠地のあった場所として知られていた。オリンピア醸造はデシューツ川沿いにあり、1896年から禁酒法が成立するまでの間、ビールを生産していた会社である。禁酒令の廃止後、元の醸造所からすぐ上流に新しい醸造所が建てられた。醸造所はSABミラーに買収されたが、2003年7月1日に閉館した。

## 地理
北緯47度0分28秒、西経122度54分40秒 (47.007768, -122.911074)に位置している。
アメリカ合衆国統計局によると、総面積26.1 km2 (10.1 mi2) である。このうち25.8 km² (9.9 mi²) が陸地であり、0.3 km² (0.1 mi²) (1.29%) が水地である。

## 人口
2000年国勢調査では、人口12,698人、5,659世帯、3,253家族が暮らしている。人口密度は492.7/km2 (1,276.1/mi2) である。231.0/km2 (598.2/mi2) の平均的な密度に5,953軒の住宅が建っている。この都市の人種構成は白人88.41%、アフリカン・アメリカン1.39%、ネイティブ・アメリカン1.24%、アジア3.90%、太平洋諸島系0.36%、その他の人種1.50%、混血3.21%である。この人口の4.08%はヒスパニックまたはラテン系である。
全世帯のうち、18歳未満の子供と同居している世帯が28.3%、夫婦のみの世帯が41.5%、未婚女性の世帯が12.3%であり、42.5%は家族を持たない。個人名義の世帯主が33.7%、そのうち65歳以上が10.2%である。世帯ごとの平均人数は2.20人、家族ごとの平均人数は2.82人である。
18歳未満が23.2%、18歳以上24歳以下が10.9%、25歳以上44歳以下が29.5%、45歳以上64歳以下が23.0%、65歳以上が13.5%、平均年齢は36歳である。女性100人に対して男性は89.8人である。18歳以上の女性100人に対して男性は84.5人である。
この都市の世帯ごとの平均的な収入は43,329 USドルであり、家族ごとの平均的な収入は54,156 USドルである。男性は41,778 USドルに対して女性は32,044 USドルの平均的な収入がある。この都市の一人当たりの収入 (per capita income) は25,080 USドルである。人口の4.3%及び家族の8.5%の収入は貧困線以下である。全人口のうち18歳未満の9.5%及び65歳以上の5.2%は貧困線以下の生活を送っている。
一人当たりの収入 (per capita income) は、ワシントン州522地域のうち89番目に高く、サーストン郡のなかでは最も高い。

## 教育
- 学区:
  - タムウォーター学区 (Tumwater School District)
- 小学校:
  - Black Lake Elementary
  - East Olympia Elementary
  - Littlerock Elementary
  - Michael T. Simmons Elementary
  - Peter G Schmidt Elementary
  - Tumwater Hill Elementary
- 中学校:
  - George Washington Bush Middle
  - Tumwater Middle
- 高校:
  - West Black Hills High
  - Tumwater High
- その他:
  - New Market Skills Center